# Suur Munamägi
Suur Munamägi är ett berg som utgör Estlands såväl som hela Baltikums högsta punkt, 317,2 meter över havsnivån. Berget ligger inom byn Haanja i Haanja högland (estniska: Haanja kõrgustik) i Haanja kommun i landskapet Võrumaa i den sydöstra delen av landet nära gränsen till Lettland.
Platsen är ca 60 m högre än den omgivande terrängen och på toppen finns ett 29 m högt utkikstorn som är öppet året runt. Bergets namn betyder "Stora äggberget".
Runt Suur Munamägi är det mycket glesbefolkat, med 6 invånare per kvadratkilometer. Närmaste större samhälle är Võru, 13,5 km norr om Suur Munamägi. Huvudstaden Tallinn ligger 240 km nordost från Suur Munamägi.
Trakten ingår i den hemiboreala klimatzonen. Årsmedeltemperaturen i trakten är 2 °C. Den varmaste månaden är juli, då medeltemperaturen är 17 °C, och den kallaste är februari, med −12 °C.

## Galleri

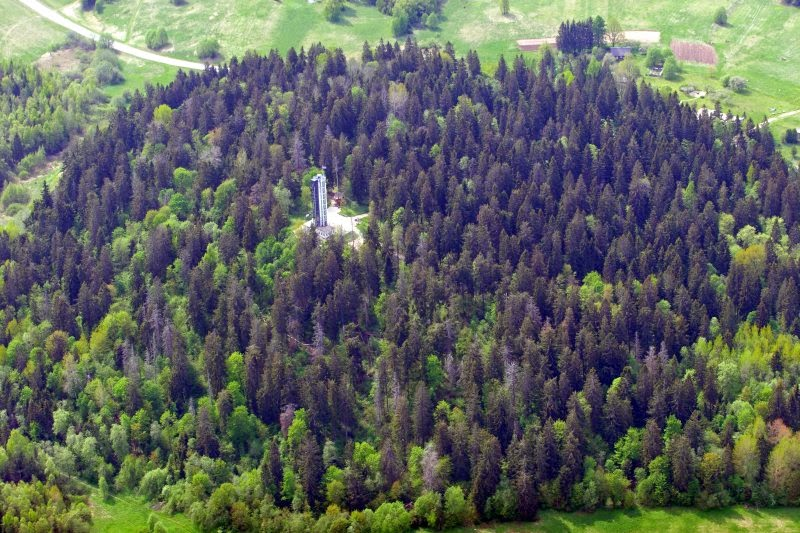
Suur Munamägi sett från luften.
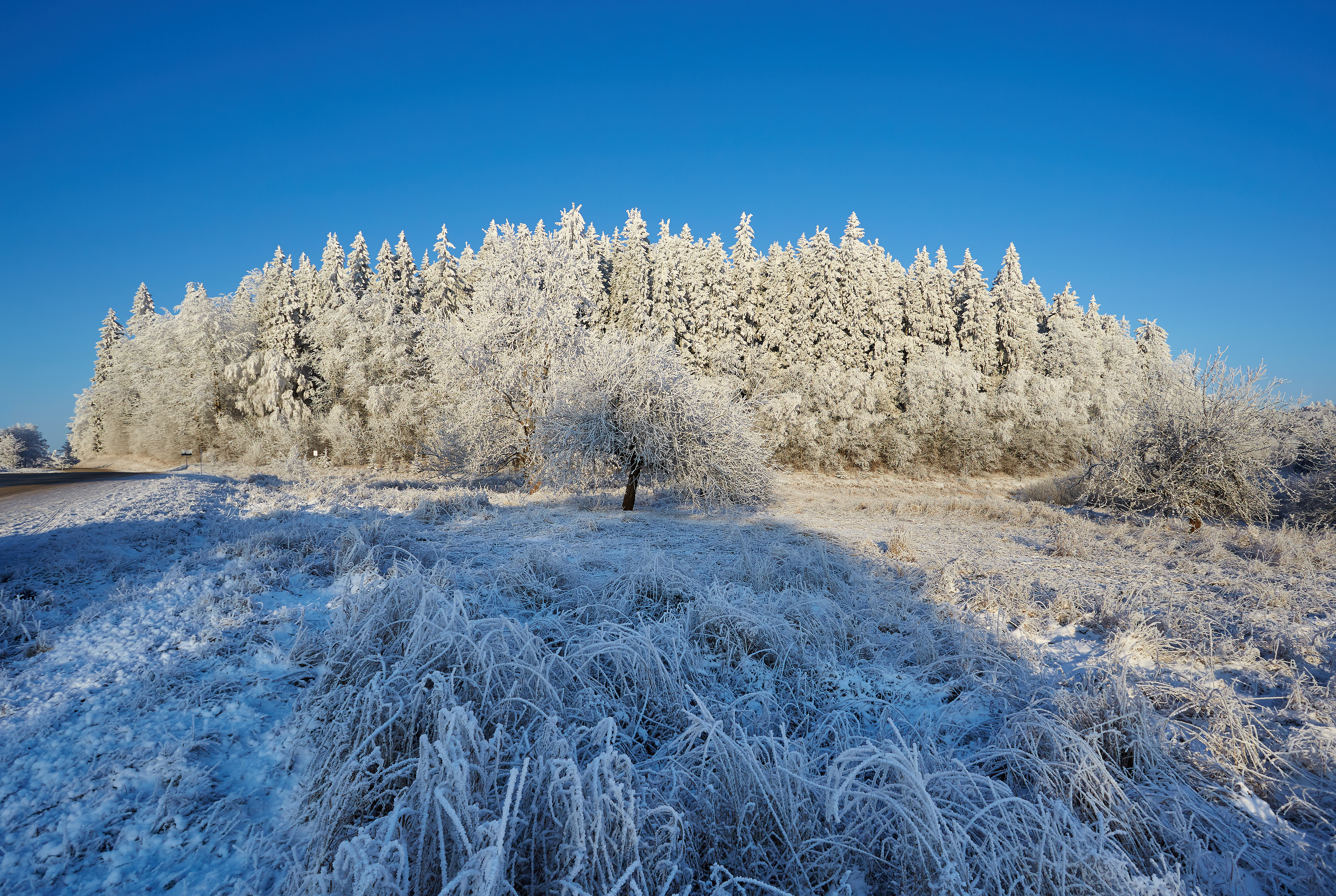
Suur Munamägi sett från söder.
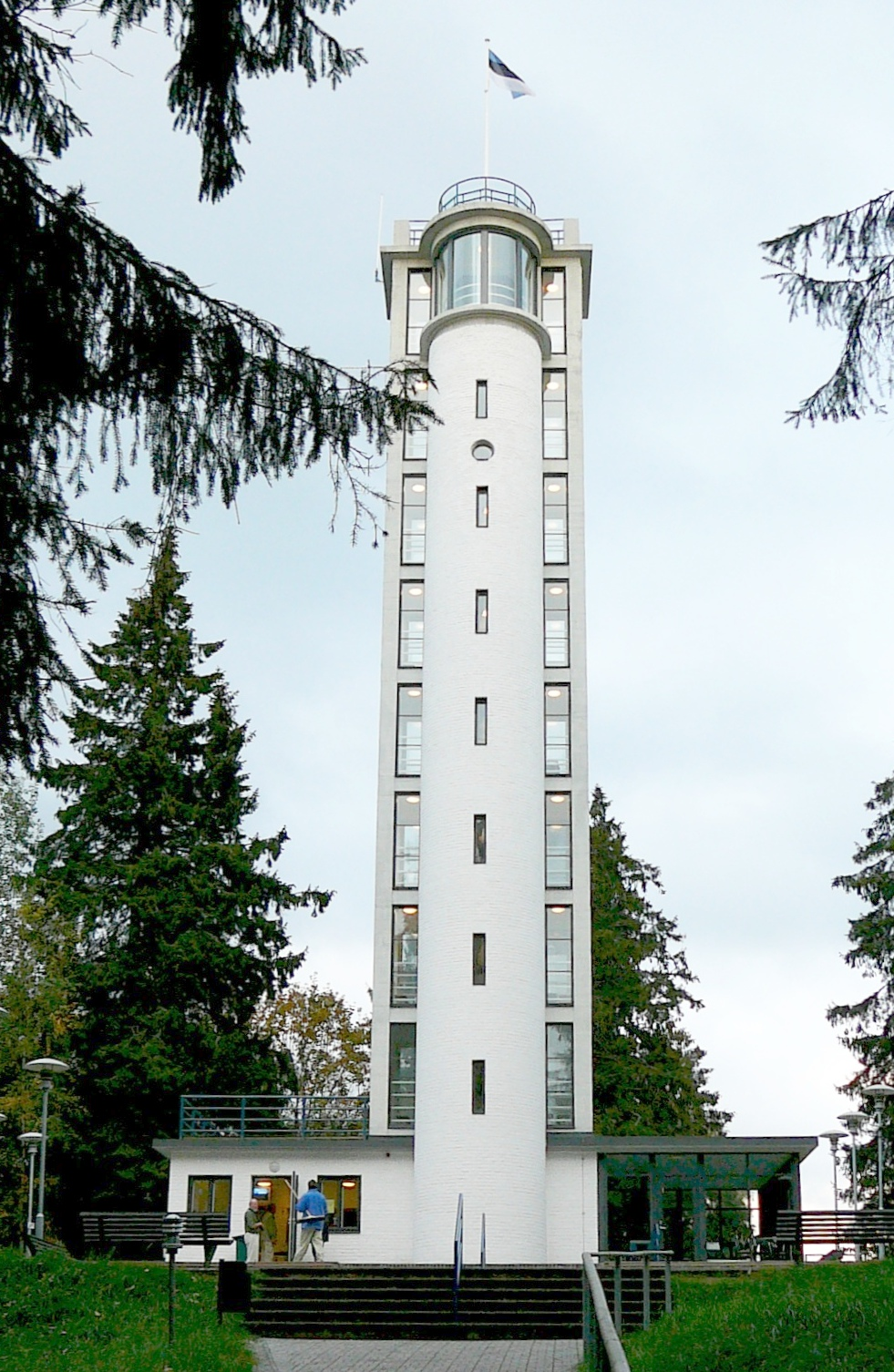
Utsiktstornet.

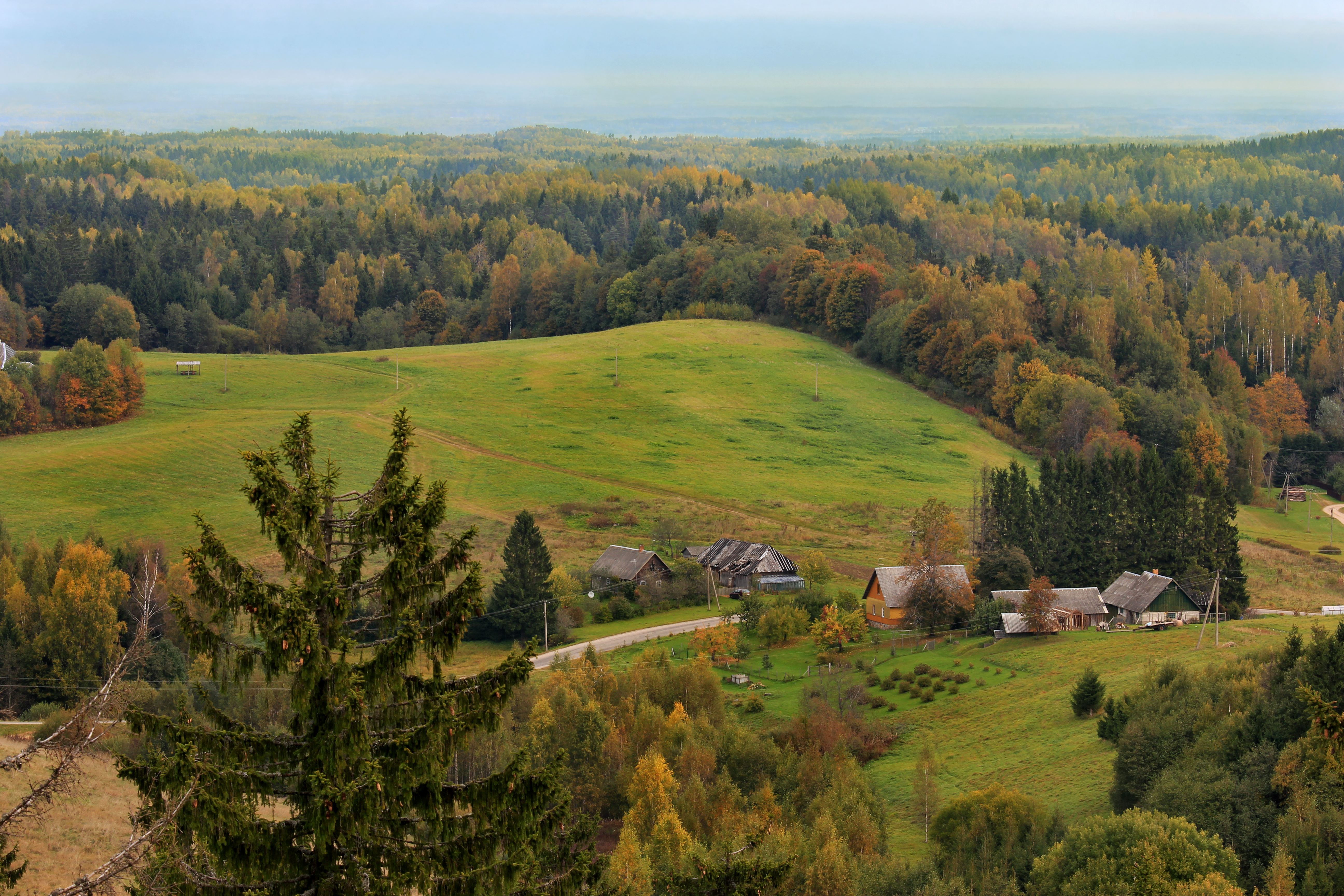
Byn Haanja sedd från utsiktstornet.
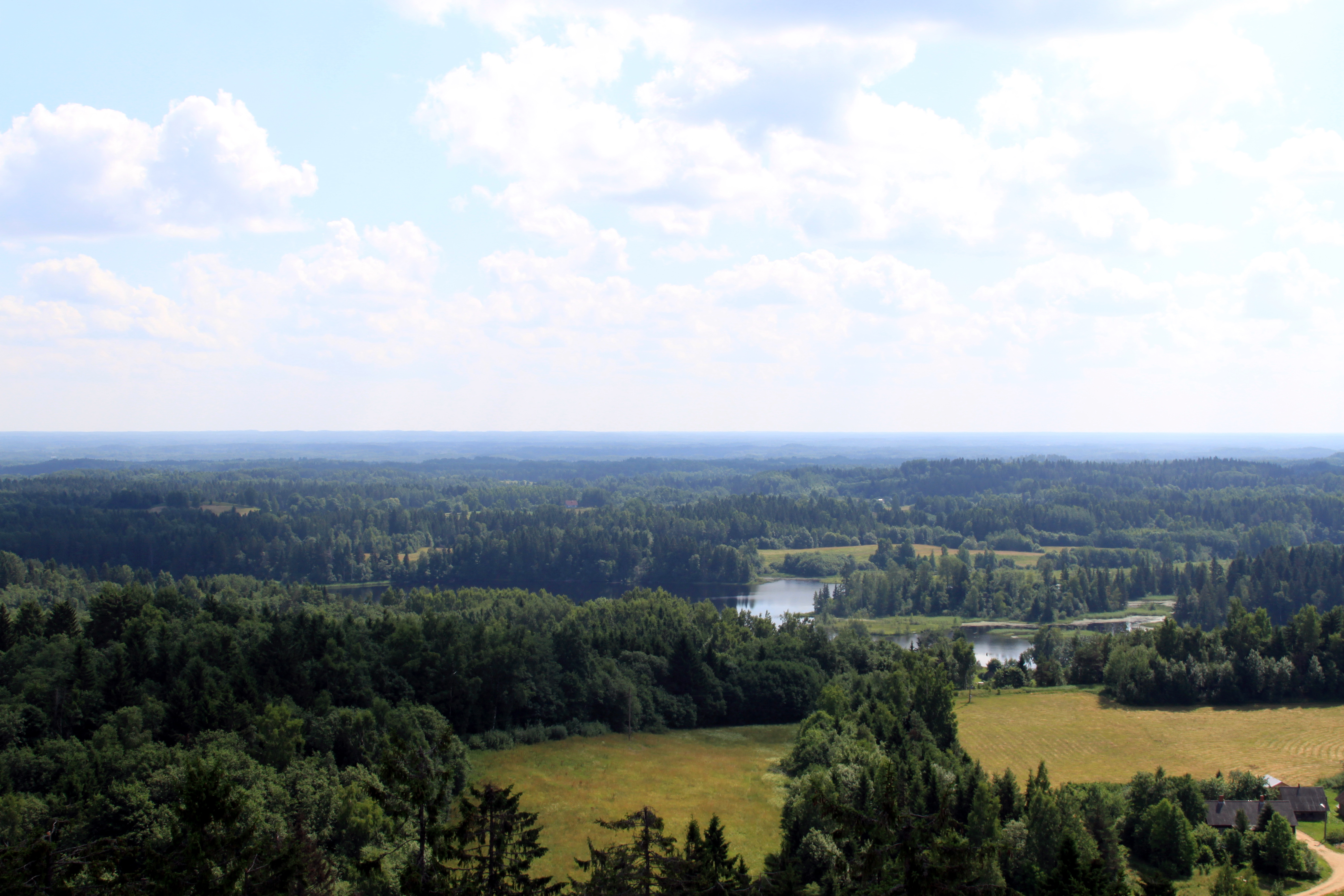
Vy mot Vaskna järv.
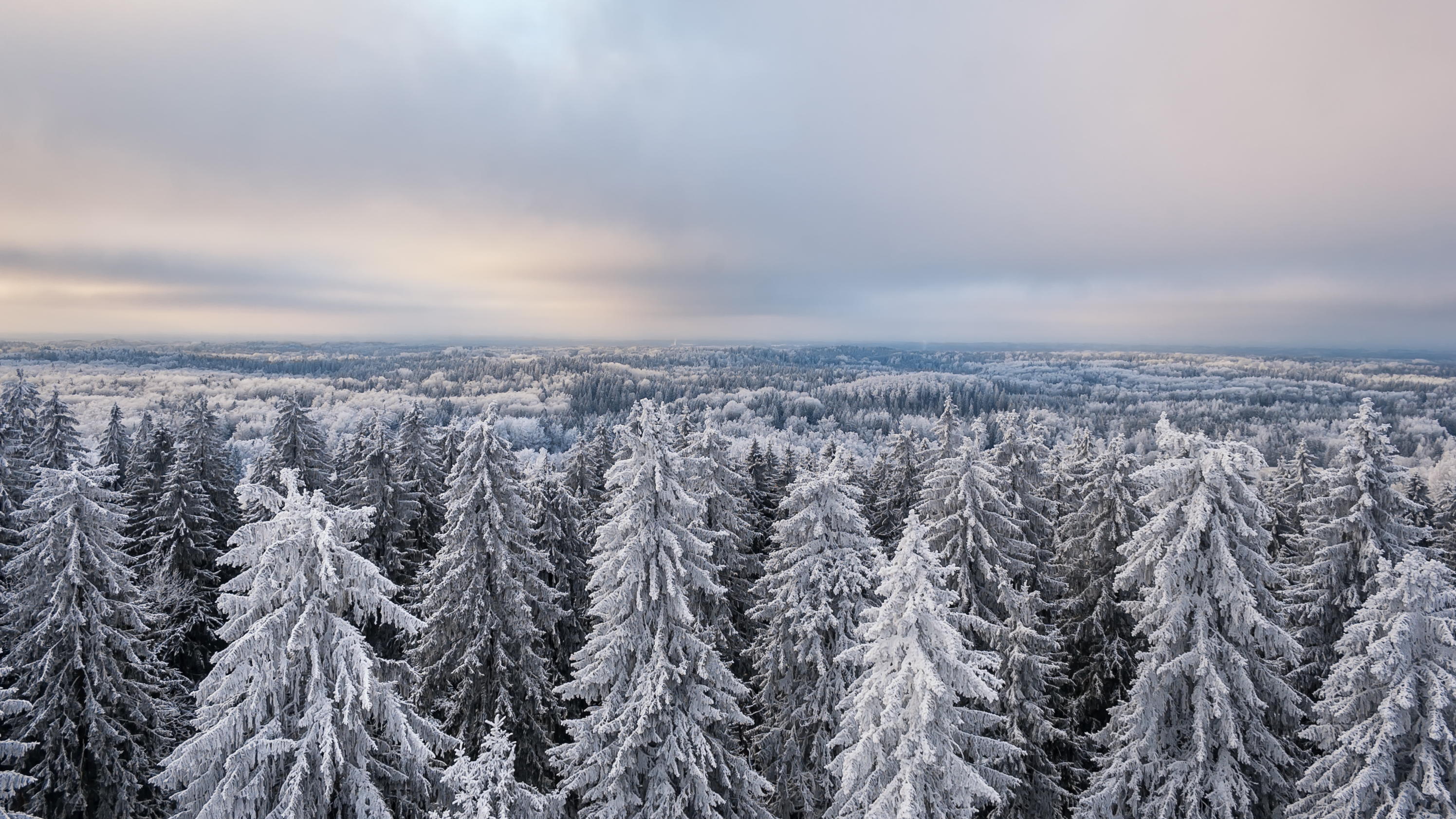
Vy från mot väster.